# Thuburnica
Thuburnica és un jaciment arqueològic de Tunísia a la governació de Jendouba, a uns 35 km al nord-oest de Jendouba i uns 10 km al nord de Chimtou, a la delegació de Ghardimaou. La principal estructura és el pont romà que encara es fa servir. La fortalesa bizantina és a la rodalia però està en zona militar. La resta està en mal estat, i consisteix en algunes vils romanes, banys i cisternes. Hi ha un petit museu local amb algun objectes.